# Chlosyne hewesi
Chlosyne hewesi är en fjärilsart som beskrevs av R. A. Leussler 1931. Chlosyne hewesi ingår i släktet Chlosyne och familjen praktfjärilar. Inga underarter finns listade i Catalogue of Life.